# Para-aminosalicylzuur
Para-aminosalicylzuur ofwel PAS was een van de geneesmiddelen tegen tuberculose sinds 1946.
Het is een zwak werkzaam medicijn dat nogal wat bijwerkingen heeft zoals andere tuberculostatica. De meest voorkomende bijwerkingen zijn misselijkheid, braken en diarree. De diverse doseringen staan in een tabel. In Nederlandse sanatoria was het bekend dat het verleppen van planten nabij de ziekenzaal een teken was dat de TBC-patiënten hun PAS niet meer gebruikten zoals voorgeschreven.
Anno 2015 worden isoniazide en rifampicine verkozen naast nog andere middelen zoals ethambutol, omdat monotherapie leidt tot resistentievorming. Af en toe wordt PAS weer ingezet bij de behandeling van resistente tuberculose.
De stof is door de WHO op de lijst van essentiële medicijnen geplaatst.